# 坂崎直盛
坂崎直盛（日语：／ Sakazaki Naomori，1563年—1616年10月21日），原名宇喜多詮家（日语：／ Ukita Akiie），日本戰國時代及江戶時代前期的武將、大名。他是宇喜多忠家長男，也是宇喜多直家的侄子。關原之戰因功封津和野城主，改姓坂崎。

## 宇喜多家時代
詮家仕於堂弟宇喜多秀家，知行2萬4000石，但二人關係不好。慶長5年（1600年）1月，宇喜多氏發生御家騷動，與秀家產生衝突對立。經過德川家康裁定後，與戶川達安等家臣出奔，造成宇喜多家政治及軍事實力大減。
詮家於後來的關原之戰加入東軍，戰後因功獲封石見濱田2萬石，後轉封津和野3萬石（後來於大坂之陣後加封4萬3468石）。此時揚棄宇喜多姓氏，更名為坂崎直盛。

## 千姬事件
元和元年（1615年）大坂夏之陣大坂城落城之際，直盛受家康所託，將家康孫女、豐臣秀賴的正室千姬，自大坂城中救出（實際上千姬是由豐臣方的武將堀内氏久護衛下，送至直盛的陣營，再由直盛送至秀忠陣營）。直盛在救援過程中還因此受傷（火傷）。
大坂落城，秀賴死後，千姬前往依附家康，直盛也致力協助千姬，與公家往來、試圖協助締結姻緣。然而，千姬突然接到命令要改嫁給姬路新田藩主本多忠刻，造成直盛顏面盡失，因此直盛密謀「千姬奪回計畫」試圖阻止。
然而消息被幕府獲悉。幕府方派兵將坂崎屋敷團團包圍，直盛有切腹的覺悟，但希望幕府同意讓家督相續，不致斷絕。但切腹的想法遭到家臣拒絕，部分家臣受到幕府的甜言蜜語影響，趁直盛醉倒睡著時將之斬首，首級被送到幕府處，長子同時被殺身亡，經此騷動後，大名坂崎氏斷絕。